# Eddie Boyd
Pour les articles homonymes, voir Boyd.
Edward Riley Boyd, connu sous le nom de Eddie Boyd (25 novembre 1914 – 13 juillet 1994) est un pianiste de blues américain né dans la plantation de Stovall près de Clarksdale au Mississippi. En 2020, il est introduit au Blues Hall of Fame.

## Vie et carrière
En 1936, Boyd élit domicile dans le district de Beale Street, à Memphis, où il joue de la guitare et du piano dans son groupe, les Dixie Rhythm Boys. Il suit ensuite la grande migration afro-américaine vers le nord et les usines de Chicago, en 1941. Durant les années 1940 il joue en compagnie de Memphis Slim (son demi-frère), Muddy Waters (son cousin) et Sonny Boy Williamson II.
En 1948, sous le nom de Liitle Eddie Boyd and his Trio, il enregistre Chicago Is Just That Way, une chanson de rhythm and blues qui comporte tous les ingrédients du rock 'n' roll naissant.
Il écrit et enregistre trois de ses succès dans les années 1950 : Five Long Years (en) (1952), 24 Hours (1953) et Third Degree (coécrit avec Willie Dixon, 1953). En 1965, Boyd part en tournée en Europe avec le groupe de Buddy Guy dans le cadre de l'American Folk Blues Festival. Plus tard il jouera en concert et enregistrera avec Fleetwood Mac et John Mayall's Bluesbreakers.
Fatigué par la discrimination raciale qu'il subit aux États-Unis, il part pour la Belgique où il enregistre avec le groupe néerlendais Cuby + Blizzards. Il s'établit à Helsinki en 1970 où il enregistre dix disques phonographiques de blues, le premier étant Praise to Helsinki (1970). Il se marie avec Leila en 1977. Son dernier concert de blues a lieu en 1984. Après cette date il ne joue plus que du gospel.
Boyd meurt en 1994 à Helsinki, quelques mois avant que Eric Clapton sorte son album From the Cradle, gros succès incluant les chansons Five Long Years et Third Degree. Il est enterré à Vantaa dans le cimetière de l'église Saint-Laurent, dans le caveau familial de son épouse finlandaise.
En 2019, The New York Times Magazine liste Eddie Boyd parmi les centaines d'artistes dont les œuvres ont été détruites dans l'incendie d'Universal.

## Discographie

### Albums
- Eddie Boyd and His Blues Band featuring Peter Green – Decca (1967) avec Green, Mayall, McVie
- 7936 South Rhodes – Blue Horizon, Epic BN26409 (1968) avec Green, McVie, & Fleetwood
- Praise to Helsinki (1970, Love Records)
- Eddie Boyd: The Complete Blue Horizon Sessions – Columbia, Sony/BMG (2006)
- The Legacy of the Blues vol. 10 – Sonet

### Singles
- Five Long Years dans Blues Masters Vol. 2: Postwar Chicago – Rhino
- 24 Hours dans The Best of Chess Blues vol. 1 – Chess/MCA
- Third Degree dans A Tribute to Willie Dixon: 1915–1992 – Chess

## Sources
- (en) Charles Murray, Blues on CD : the essential guide, Londres, Kyle Cathie Ltd, 1993, 452 p. (ISBN 1-85626-084-4)